# Djibo Bakary

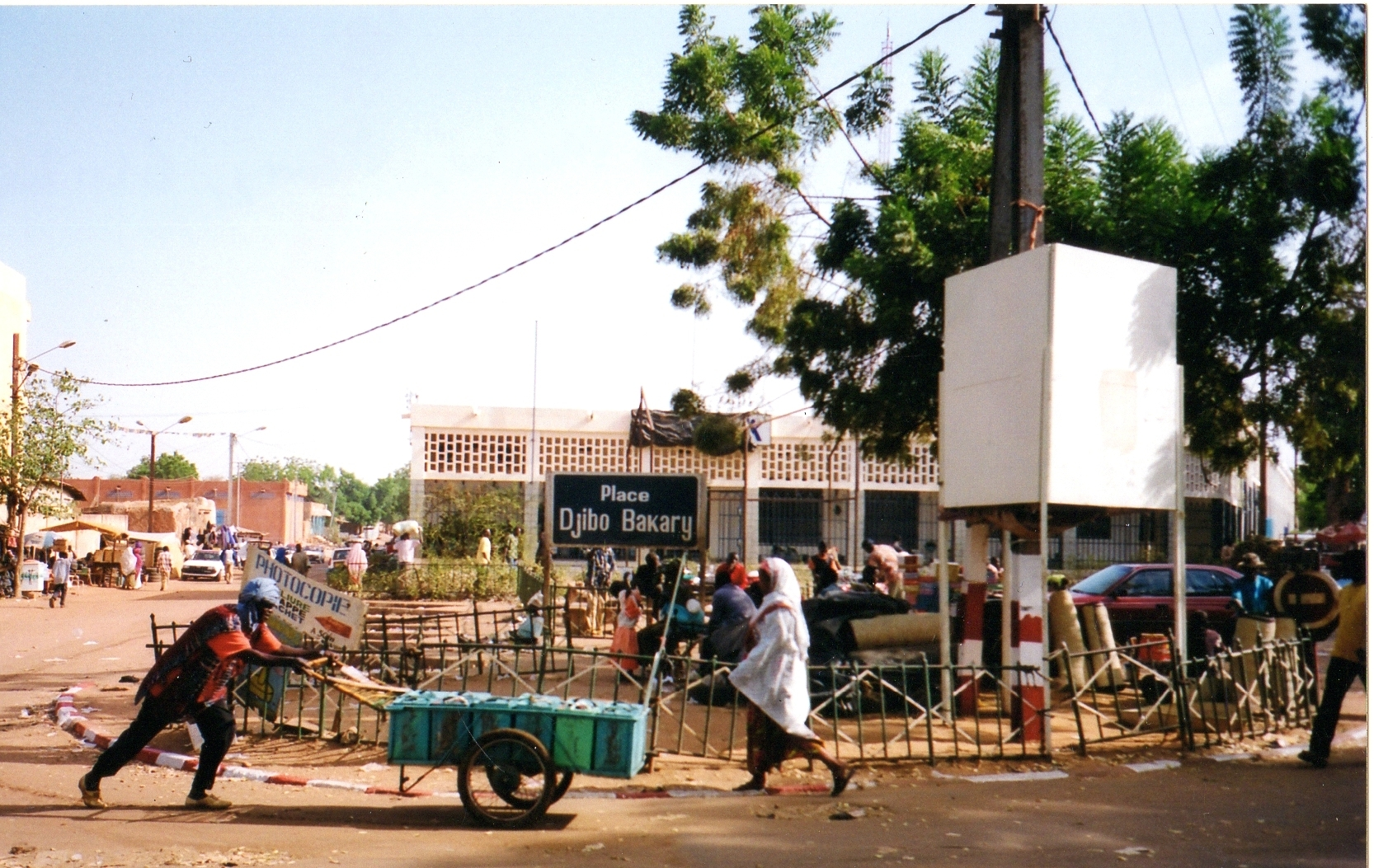
Praça Djibo Bakary, Niamey

Djibo Bakary (1922 – Niamey, 16 de abril de 1998) foi um político socialista e uma figura importante no movimento de independência do Níger. Bakary foi o primeiro nigeriano a deter o poder executivo local desde o início do colonialismo francês. De 20 de maio de 1957 a 14 de dezembro de 1958, Bakary ocupou o cargo de Vice-Presidente do Conselho de Governo e de 26 de julho de 1958 a 10 de outubro de 1958, Bakary foi Presidente do Conselho de Governo do Níger. Ele foi substituído por seu primo Hamani Diori, que levou o Níger à independência em 1960.